# Hermandad de Campoo de Suso
Hermandad de Campoo de Suso is een gemeente in de Spaanse provincie Cantabrië in de regio Cantabrië met een oppervlakte van 223 km². Hermandad de Campoo de Suso telt 1.643 inwoners (1 januari 2016).

## Demografische ontwikkeling
Bron: INE; 1857-2011: volkstellingen
Opm.: In 1887 werd de gemeente Marquesado de Argüeso aangehecht